# Montefeltrano II da Montefeltro

Stemma della famiglia Da Montefeltro

Montefeltrano II da Montefeltro (... – 1255) è stato un condottiero italiano, figlio di Bonconte I da Montefeltro e fratello di Taddeo da Montefeltro.

## Biografia
Poche cose si conoscono di questo principe, perché la cronaca dell'epoca se ne è poco occupata. Di certo si sa che egli seguiva la parte imperiale e militando al soldo di Filippo di Svevia, venisse inviato da questi in Sicilia per difenderla e nello stesso tempo per salvaguardare gli interessi della moglie. Nel 1216 venne confermato nel possesso del Montefeltro.
Compì lodevolmente il compito affidatogli, tanto che fu premiato non solo da Filippo ma anche da Federico II. Ebbe condotta di uomini d'arme e siccome in una singolare disputa scavalcò il barone tedesco fu creato cavaliere.
Morì a poca distanza di tempo da papa Innocenzo IV, nel 1255.

## Discendenza
Montefeltrano II lasciò quattro figli:
- Guido
- Orlando
- Taddiolo
- Montefeltrano III.

## Ascendenza
|                                 |   |   | Genitori |  |  | Nonni |  |  | Bisnonni                 |  |  | Trisnonni                   |  |
|                                 |   |   |          |  |  |       |  |  | Antonio I da Montefeltro |  |  | Oddantonio I da Montefeltro |  |
|                                 |   |   |          |  |  |       |  |  | Antonio I da Montefeltro |  |  | Oddantonio I da Montefeltro |  |
|                                 |   | … |          |  |  |       |  |  | Antonio I da Montefeltro |  |  |                             |  |
| Montefeltrano I da Montefeltro  |   |   |          |  |  |       |  |  | Antonio I da Montefeltro |  |  |                             |  |
|                                 |   | … | …        |  |  |       |  |  |                          |  |  |                             |  |
|                                 |   | … | …        |  |  |       |  |  |                          |  |  |                             |  |
|                                 |   | … | …        |  |  |       |  |  |                          |  |  |                             |  |
| Bonconte I da Montefeltro       |   | … |          |  |  |       |  |  |                          |  |  |                             |  |
|                                 |   | … | …        |  |  |       |  |  |                          |  |  |                             |  |
|                                 |   | … | …        |  |  |       |  |  |                          |  |  |                             |  |
|                                 |   | … | …        |  |  |       |  |  |                          |  |  |                             |  |
| …                               |   | … |          |  |  |       |  |  |                          |  |  |                             |  |
|                                 |   | … | …        |  |  |       |  |  |                          |  |  |                             |  |
|                                 |   | … | …        |  |  |       |  |  |                          |  |  |                             |  |
|                                 |   | … | …        |  |  |       |  |  |                          |  |  |                             |  |
| Montefeltrano II da Montefeltro |   | … |          |  |  |       |  |  |                          |  |  |                             |  |
|                                 | … | … |          |  |  |       |  |  |                          |  |  |                             |  |
|                                 | … | … |          |  |  |       |  |  |                          |  |  |                             |  |
|                                 | … | … |          |  |  |       |  |  |                          |  |  |                             |  |
| …                               | … |   |          |  |  |       |  |  |                          |  |  |                             |  |
|                                 |   | … | …        |  |  |       |  |  |                          |  |  |                             |  |
|                                 |   | … | …        |  |  |       |  |  |                          |  |  |                             |  |
|                                 |   | … | …        |  |  |       |  |  |                          |  |  |                             |  |
| …                               |   | … |          |  |  |       |  |  |                          |  |  |                             |  |
|                                 |   | … | …        |  |  |       |  |  |                          |  |  |                             |  |
|                                 |   | … | …        |  |  |       |  |  |                          |  |  |                             |  |
|                                 |   | … | …        |  |  |       |  |  |                          |  |  |                             |  |
| …                               |   | … |          |  |  |       |  |  |                          |  |  |                             |  |
|                                 |   | … | …        |  |  |       |  |  |                          |  |  |                             |  |
|                                 |   | … | …        |  |  |       |  |  |                          |  |  |                             |  |
|                                 |   | … | …        |  |  |       |  |  |                          |  |  |                             |  |
|                                 |   | … |          |  |  |       |  |  |                          |  |  |                             |  |